# ترکستان، قزاقستان
ترکستان (به قزاقی: Түркістан، تۇرکىستان) یا حضرت ترکستان یا یَسی شهری در استان ترکستان کشور قزاقستان است که در سرشماری سال ۲۰۰۹ میلادی، ۱۴۲٬۸۹۹ نفر جمعیت داشته است و از دوران تاریخ باستان به‌عنوان شهر شناخته می‌شده است.
با ارتقاء شهر چیمکند به «شهر هم‌درجه استان» و استقلال آن از حوزه اداری استان قزاقستان جنوبی، این شهر به عنوان مرکز جدید استان قزاقستان جنوبی انتخاب و نام استان نیز به استان ترکستان تغییر داده شد. در راستای سیاست‌های پانترکیسمی نظربایف و دولت قزاقستان این شهر از سال ۲۰۱۸ به جای چیمکند مرکز استان قزاقستان جنوبی انتخاب و نام استان نیز به استان ترکستان تغییر داده شد.
خواجه احمد یسوی، صوفی معروف، در اسپیجاب زاده شد اما در یسی زیست و نام او نیز منسوب به همین شهر است.